# Stefano Dambruoso
Stefano Dambruoso (ur. 15 marca 1962 w Bari) – włoski prawnik, sędzia śledczy i prokurator, a także autor publikacji książkowych i deputowany.

## Życiorys
Ukończył studia prawnicze, specjalizując się w prawie pracy. W 1990 rozpoczął pracę jako sędzia śledczy (magistrato), w 1992 został zastępcą prokuratora w Agrigento, zaś w latach 1994–1996 pracował w Palermo, uczestnicząc w tzw. maksiprocesach (postępowaniach z wieloma oskarżonymi o działalność mafijną). Przeszedł następnie do pracy w departamencie antyterrorystycznym prokuratury w Mediolanie, zajmował się m.in. kontaktami zagranicznymi i rozwojem współpracy międzynarodowej. W 2001 wszedł w skład okręgowej dyrekcji antymafijnej. Przez kilka lat sprawował urząd wiceprokuratora przy sądzie w Mediolanie. Stał się najbardziej uznanym włoskim prokuratorem zajmującym się zwalczaniem islamskiego terroryzmu, odnosił sukcesy w tropieniu struktur Al-Kaidy we Włoszech.
Był także konsultantem UNICRI, ekspertem prawnym włoskich przedstawicielstw przy ONZ i UE, objął kierownictwo departamentu ds. współpracy międzynarodowej w Ministerstwie Sprawiedliwości. Jest autorem książki (przy współpracy z dziennikarzem Guido Olimpio z Corriere della Sera) zatytułowanej Milano-Bagdad. Diario di un magistrato in prima linea nella lotta al terrorismo islamico in Italia i poświęconej zwalczaniu islamskiego terroryzmu we Włoszech.
W 2013 został kandydatem koalicji Z Montim dla Włoch do Izby Deputowanych w wyborach w 2013, uzyskując mandat posła XVII kadencji.